# La Vergne (Tennessee)
La Vergne is een plaats (city) in de Amerikaanse staat Tennessee, en valt bestuurlijk gezien onder Rutherford County.

## Demografie
Bij de volkstelling in 2000 werd het aantal inwoners vastgesteld op 18.687.
In 2006 is het aantal inwoners door het United States Census Bureau geschat op 27.255, een stijging van 8568 (45.9%).

## Geografie
Volgens het United States Census Bureau beslaat de plaats een oppervlakte van
65,0 km², waarvan 64,2 km² land en 0,8 km² water. La Vergne ligt op ongeveer 166 m boven zeeniveau.

## Plaatsen in de nabije omgeving
De onderstaande figuur toont nabijgelegen plaatsen in een straal van 24 km rond La Vergne.